# Würzburger Zunfturkunde
Die Würzburger Zunfturkunde aus dem Jahr 1373 ist eine Bündnisurkunde, welche ein Bündnis zwischen der Stadt Würzburg und den Meistern aller Würzburger Zünfte dokumentiert und die Eintracht der Stadt sowie die allgemeine Ordnung sichern sollte.

## Die Bedeutung der Zünfte für Würzburg
In der ersten Hälfte des 13. Jahrhunderts wuchs sowohl die Anzahl der Handwerker als auch deren Vermögen und ihre Kunstfertigkeit. Dies hatte zur Folge, dass das Interesse der Zünfte an der politischen Mitgestaltung des öffentlichen Lebens zu wachsen begann.
Ab dem 13. Jahrhundert kam es zu regelmäßigen Auseinandersetzungen zwischen den Bürgern Würzburgs und dem jeweils amtierenden Bischof, welcher gleichzeitig Stadtherr war, um den Kampf um die städtische Autonomie. Mit einem Schiedsspruch am 7. Oktober 1261 versuchte man, diesen Streit zu beheben. Die Bürger Würzburgs durften den Rat der Vierundzwanzig nicht mehr ohne die Zustimmung des Bischofs wählen, woraufhin sie versprechen mussten, die Rechte des Bischofs, Klerus, Adels und der Ministerialen anzuerkennen. Erneuert wurde der Vertrag am 26. August 1275 durch den berühmten Dominikanergelehrten Albertus Magnus. Ein Teil dieses Vertrags sicherte dem Bischof die uneingeschränkte Macht zu, die Zünfte nach seinem Wunsch aufzulösen. Gleichzeitig enthielt der Vertrag aber auch die Bedingung, dass nicht nur Geistlichkeit und Adel, sondern auch Kaufleute und Handwerker ihre Rechte behalten sollten. Daher war das Ziel dieses Vertrags nicht die Vernichtung der Zünfte als Wirtschaftsverbände, sondern lediglich die Zerschlagung ihrer politischen Funktion.
König Rudolf von Habsburg löste im März 1275 am Hoftag zu Speyer alle Stadträte und Zünfte auf, welche ohne die Zustimmung eines Bischofs gegründet worden waren. Da in Würzburg der Rat und die Zünfte jedoch weiter wirkten, hob der amtierende Bischof Berthold von Sterneberg (1274–1287) sie erneut auf. Als kurze Zeit darauf jedoch eine Adelsfehde im Hofstift gegen den Bischof ausbrach, benötigte dieser die Handwerker für den Kriegsdienst. Da sie ihm gute Dienste leisteten, machte er die Aufhebung der Zünfte mit einer Urkunde am 17. März 1279 wieder rückgängig. Kaum ein halbes Jahr später löste er die Zünfte jedoch wieder auf, da ihm von Seiten des Klerus und des Adels Druck gemacht wurde.

## Die Zunfturkunde von 1373

### Zuspitzung der Ereignisse
Auch im frühen 14. Jahrhundert war die Organisation der Zünfte noch immer ein großes Problem. Am 14. August 1303 baten die Würzburger Bürger König Albrecht um eine Genehmigung ihrer Rechte und Freiheiten, welche König Albrecht ihnen verlieh. Zu Anfang stellte der König noch ein vermittelndes Element zwischen den Bürgern und Bischöfen dar, der neue Würzburger Bischof Andres bemühte sich allerdings schon seit Beginn seiner Amtszeit 1303 um die endgültige Abschaffung der Zünfte. 1308 entschloss man sich schließlich dazu, ein Verbot der Zünfte zu erlassen und es dem jeweiligen Stadtherrn zu überlassen, die Zünfte wiedereinzusetzen.
Um die Mitte des 14. Jahrhunderts bestand die Gefahr, dass die Zünfte ihre Selbstständigkeit endgültig verlieren würden. Kaiser Karl IV. verbot am 23. September 1357 den Würzburger Rat der Vierundzwanzig und die Zünfte und legte auf die Würzburger Bürger die Strafe, dass diese für die Dauer von 10 Jahren jährlich 1000 Pfund Heller an den Bischof zu zahlen hätten. Dadurch kam es zu demographischen Veränderungen, da viele reiche Bürger in die umliegenden Städte Würzburgs und nach Nürnberg zogen, um dem Steuerdruck zu entgehen.
Der amtierende Bischof Albrecht, der ein Gegner der Zünfte war, verstarb am 27. Juni 1372. Das Amt übernahm Albrecht III. von Heßberg, welcher u. a. die Zünfte wieder anerkannte. Am 6. Oktober 1372 wurde Gerhard von Schwarzburg (1372–1400) von Papst Gregor XI. persönlich als Würzburger Bischof ernannt, da dieser Bischof Albrecht von Heßberg nicht anerkannte. Am 1. Dezember 1372 folgte die Verleihung der Regalien durch Kaiser Karl IV. Das Bistum Würzburg besaß nun zwei Bischöfe.
Gerhard von Schwarzburg verlangte den Rücktritt Albrechts von Heßberg und brachte damit die Mehrheit der Bürger Würzburgs gegen sich auf, und es kam zu einem Kleinkrieg, in dessen Folge Albrecht von Heßberg aus der Stadt flüchtete.
Der Bischof verlangte daraufhin die Einstellung des Rates der Vierundzwanzig, die Abschaffung der Zünfte und die Auslieferung des Stadtschlüssels.

### Die Würzburger Zunfturkunde von 1373
Der Rat der Stadt und die Zünfte beschlossen am 15. November 1373, ein Bündnis abzuschließen, dessen Ziel es war, den Frieden und die Gemeinschaft Würzburgs zu sichern und zu bewahren. Vertreten wurde die Stadt durch die beiden Bürgermeister und 38 Mitglieder des alten und neuen Rats. Die Zunfturkunde läutete die letzte Entwicklungsstufe der Würzburger Zünfte ein.
Die Würzburger Zunfturkunde von 1373 enthält die ausführlichste Aufzählung aller Zünfte mit den Siegeln von 37 Zünften. Eine besondere Bedeutung kommt der Bündnisurkunde alleine deswegen zu, dass sie die Spannweite des typischen mittelalterlichen Stadtgewerbes aufzeigt. In der mittelalterlichen Forschung wird sie daher als „beachtlichstes Stück der Zunftsiegelüberlieferung“ bezeichnet.
Im ersten Abschnitt der Urkunde werden die beiden Bürgermeister Engel Weybeler und Sitz Vischelin genannt, im Anschluss daran die Namen von 38 Mitgliedern des alten und neuen Rats der Vierundzwanzig, woraufhin dann erwähnt wird, an wen sich die Urkunde richtet. Als letztes folgt, was bei Nichteinhaltung passieren würde. Bei einem leichten Vergehen wird eine Hand abgeschnitten, bei einem größeren der Betreffende geköpft; in jedem Fall wird jedoch eine Anzeige eingereicht.
Im Anschluss werden die Zünfte genannt. Diese 37 sind die der Kaufleute, Zimmerleute, Steinmetzen, Schmiede, Semmelbäcker, Bäcker, Metzger, Kürschner, Schneider, Schuhmacher, Winzer in der Kühbach und in Niedernhofen. Eine eigene Zunft bilden zusammen Maler, Sattler und Schwertfeger, des Weiteren folgen Gärtner, Winzer der Pleichach, am Rennweg, vor dem Stephanstor, Gerber, Winzer bei St. Afra, Flickschneider, Büttner, Schuhmacher, Winzer in Neudorf, Tuchmacher, Winzer in Haug und Sand, Gärtner, Eierhändler, Wirte, Weinschröter, Schiffer, Salzkästner, Bader, Flickschuster, Fischer, Futterer und Sackträger.
Jeder Zunft wird der Zunftmeister vorangestellt und danach alle Mitglieder der Zunft eingeschlossen. Aus der Zunfturkunde ist auch zu entnehmen, dass die Weinproduktion in Würzburg eine besondere Stellung eingenommen hat, da fast ein Viertel der Zünfte Winzerzünfte sind, getrennt aufgelistet nach den jeweiligen Wohnvierteln.
Am Ende der Urkunde folgen noch einmal in kurzer Zusammenfassung die Namen derer, unter denen das Bündnis bestehen soll, sowie das Datum.

## Ausblick
Am 24. Juli 1396 schloss Würzburg mit einigen umliegenden Städten einen Friedensschutzverband, um dem Steuerdruck des Fürstbischofs Gerhard zu entkommen, welcher einige Sondersteuern durchgesetzt hatte. Später kam es zu einem Aufstand, in welchem die Zünfte den Rat der 24 zum Großteil übernahmen; Bürger plünderten Besitztümer Geistlicher und Bischof Gerhard flüchtete auf die Festung Marienberg, welche zwei Wochen von den Bürgern belagert wurde.
Die Würzburger wollten Reichsstadt werden und wurden am 13. Oktober 1397 in "den Schutz des Königs und den Schirm des Reiches" aufgenommen.
Es kam zur Entscheidungsschlacht von Bergtheim zwischen dem Bischof und den Bürgern der Stadt Würzburg. Die Bürger erlitten eine völlige Niederlage. Diese ist gleichzusetzen mit dem Untergang der Zünfte als politische Verbände. Die Zünfte wurden verboten, auch durfte man fortan nur noch von "Handwerkern" oder von der "Bruderschaft" eines Gewerbes sprechen.